# Алисия
Алисия е българска попфолк певица.

## Биография

### Ранни години
Алисия е родена като Ася Пламенова Дойчева на 1 март 1983 г. в Ихтиман. Има двама по-малки братя, които са близнаци. За музикалната сцена я открива попфолк певеца и музикален педагог Илиян Михов, който е приятел на баща ѝ и започва да ѝ дава уроци по пеене.

### Ранна кариера
Има син от футболиста Валери Божинов – Валери-младши, роден на 12 септември 2007 г.
През 2008 г. е част от предаването "Dancing Stars".
През 2009 година издава песните „Имаме ли връзка“ през април, „Ще ти дам“ през лятото и „Ще се возим ли“ в края на годината. Планира да вземе участие в благотворителен концерт под надслов „Жените на Стара Загора в подкрепа на футболен клуб „Берое“ на 21 ноември.
През пролетта на 2010 година записва песента „Твърде грубо“, която представя пред публика на церемонията за връчване на годишните награди на телевизионния канал „Фен ТВ“ през април. През май на Балканските музикални награди изпълнява дуета с албанския музикант Флори Мумайеси „Не е краят“. През септември издава „Твоя тотално“ по музика на Мумайеси, а през декември „Важно ли ти е“. В края на годината певицата представя петия си самостоятелен албум, озаглавен „Твоя тотално“.

### 2011 – 15: Промяна и нови експерименти
2011 г.
Алисия представя последния клип от албума „Твоя тотално“, който носи заглавието „Той не е за мен“. На 21 май певицата промотира песента „Двойно повече“. Алисия и Сарит Хадад представиха дуетната си песен „Щом ме забележиш“ на Балканските музикални награди, а видеото се появи на 5 юли. Певицата взе участие в лятното турне на „Фен ТВ“. В края на декември певицата представя хита „На ти ми говори“. На Коледа Алисия пя за благотворителен концерт – „Българската коледа“ в Народния театър „Иван Вазов“.
2012 г.
Певицата стартира годината с парчето „Иска ли ти се“. Песента е подарена от певеца Джордан преди 2 години специално за Алисия. В разгара на лятото на екран излиза парчето „Близо до мен“. Певицата става лице на марка дрехи на създателката Цвети Кусев за есен/зима 2012 г. В края на месец ноември певицата финализира годината с парчето „На кръгъл час“.
2013 г.
Първата песен, която Алисия представя за годината е „Мистър грешен“. Във видеото участие взе приятелят на певицата футболистът Ники Михайлов. В разгара на лятото Алисия пуска 2 видеоклипа към песните: баладата „Познавам ли я“ и динамичното парче „Официално чужда“.
2014 г.
На 3 януари Алисия представя видеоклип, към песента „Пак съм тук“. На 11 април излиза новата балада на Ангел „Плачи сега“. Певицата взе участие в песента и видеото. В края на месец май излиза видеото, към парчето „Не пропусна“. През есента излиза новата песен на Азис, в която участие взе Алисия. Алисия и Revolt Klan представиха съвместното си парче „Lover Number One“. През зимата излиза видеото, към първия дует на Алисия и Константин – „Не си ти“.
2015 г.
През пролетта Алисия и Тони Стораро представят първото си дуетно парче, озаглавено „Не давам да си чужда“.
През лятото излиза парчето „Моят рай“, която е съвместна със СкандаУ и Н.А.С.О. В края на месец септември излиза новият проект на Ванеса – „Малката“, в когото участие взе Алисия. Последната песен, която представя за годината е „Познаваш ме“.

### 2016 – 21: Настояще
2016 г.
В началото на месец януари излиза новата песен на Ванеса – „Говори бившата“. Във видеото участие взема Алисия.
Първият проект, който представя за годината е „Мой“. На 1 юни излиза видеото, към баладата „В кого да се влюбя“, която е дует с Борис Солтарийски.
2017 г.
Първата песен, която певицата представя за годината е „Добре ти беше“, с участието на Тони Стораро. Видеоклипът към нея се появява на 21 април.
2018 г.
През 2019 г. Алисия участва в „Маскираният певец“ зад маската на Принцесата.
2021 г.
През 2022 г. участва в шоуто за имитации „Като две капки вода“.

## Дискография

### Студийни албуми
- Сини нощи (2002)
- Пожелай ме (2004)
- Аз съм секси (2005)
- Най-вървежен (2008)
- Твоя тотално (2010)
- Alisia Hit Collection (2010)[58]

## Награди
- 2009 – Певица на годината[59]
- 2010 – Най-романтична песен („Твоя тотално“)[59]
- 2010 – Най-добра българска песен („Твоя тотално“)[59]
- 2011 – Най-оригинално медийно присъствие[59]
- 2011 – Любимец на слушателите на радио „Романтика“[59]
- 2014 – Модна икона[59]